# Большебобровская волость
Большебобро́вская во́лость — упразднённая административно-территориальная единица, существовавшая в составе 1-го стана Дмитровского уезда Орловской губернии в 1861—1923 годах.
Административным центром было село Большебоброво.

## География
Располагалась на юго-западе уезда. На востоке граничила с Кромским уездом, на юге — с Курской губернией (граница проходила по реке Свапа). Была самой большой по площади волостью уезда.

## История
Образована в ходе крестьянской реформы 1861 года. Между 1866 и 1877 годами к Большебобровской волости была присоединена Андросовская волость. В марте 1919 года на территории волости вспыхнуло антисоветское восстание, перекинувшееся на соседние волости — Веретенинскую, Волковскую, Долбенкинскую, Хотеевскую и Михайловскую, но впоследствии подавленное. Упразднена 14 февраля 1923 года в ходе слияния и перегруппировки волостей путём присоединения к Волковской волости. С 1928 года территория Большебобровской волости входит в состав Михайловского, ныне Железногорского района Курской области.

## Населённые пункты
В 1877 году волость включала 13 селений (список неполный):
| №  | Населённый пункт | Тип населённого пункта |
| -- | ---------------- | ---------------------- |
| 1  | Большебоброво    | село, администр. центр |
| 2  | Андросово        | село                   |
| 3  | Городное         | село                   |
| 4  | Зорино           | деревня                |
| 5  | Копёнки          | деревня                |
| 6  | Коровино         | деревня                |
| 7  | Курбакино        | село                   |
| 8  | Макарово         | село                   |
| 9  | Радубичи         | деревня                |
| 10 | Средние Радубичи | деревня                |
| 11 | Тишимля          | деревня                |
| 12 | Хлынино          | деревня                |